# Steve Tuynman
Steven Norman Tuynman (Sídney, 30 de mayo de 1963) es un ex–jugador australiano de rugby que se desempeñaba como octavo.

## Selección nacional
Fue convocado a los Wallabies por primera vez en noviembre de 1983 para enfrentar a Les Bleus, integró el combinado nacional que logró el Grand Slam en la gira europea de 1984 y disputó su último partido en julio de 1990 ante los All Blacks.
Además fue uno de los invitados de honor para el Centenario de la World Rugby, donde disputó el último partido. En total jugó 34 partidos y marcó cinco tries (20 puntos por aquel entonces).

### Participaciones en Copas del Mundo
Tuynman solo disputó una Copa del Mundo: Nueva Zelanda 1987 donde los Wallabies fueron derrotados en semifinales, ante Francia con el legendario try de Serge Blanco en el último minuto y posteriormente fueron vencidos por los Dragones rojos en el partido por el tercer puesto.
| Mundial                       | Sede          | Resultado     | PJ | Tries |
| ----------------------------- | ------------- | ------------- | -- | ----- |
| Copa Mundial de Rugby de 1987 | Nueva Zelanda | Cuarto puesto | 5  | 1     |